# Coupe de Catalogne de football
Pour les articles homonymes, voir Coupe de Catalogne.

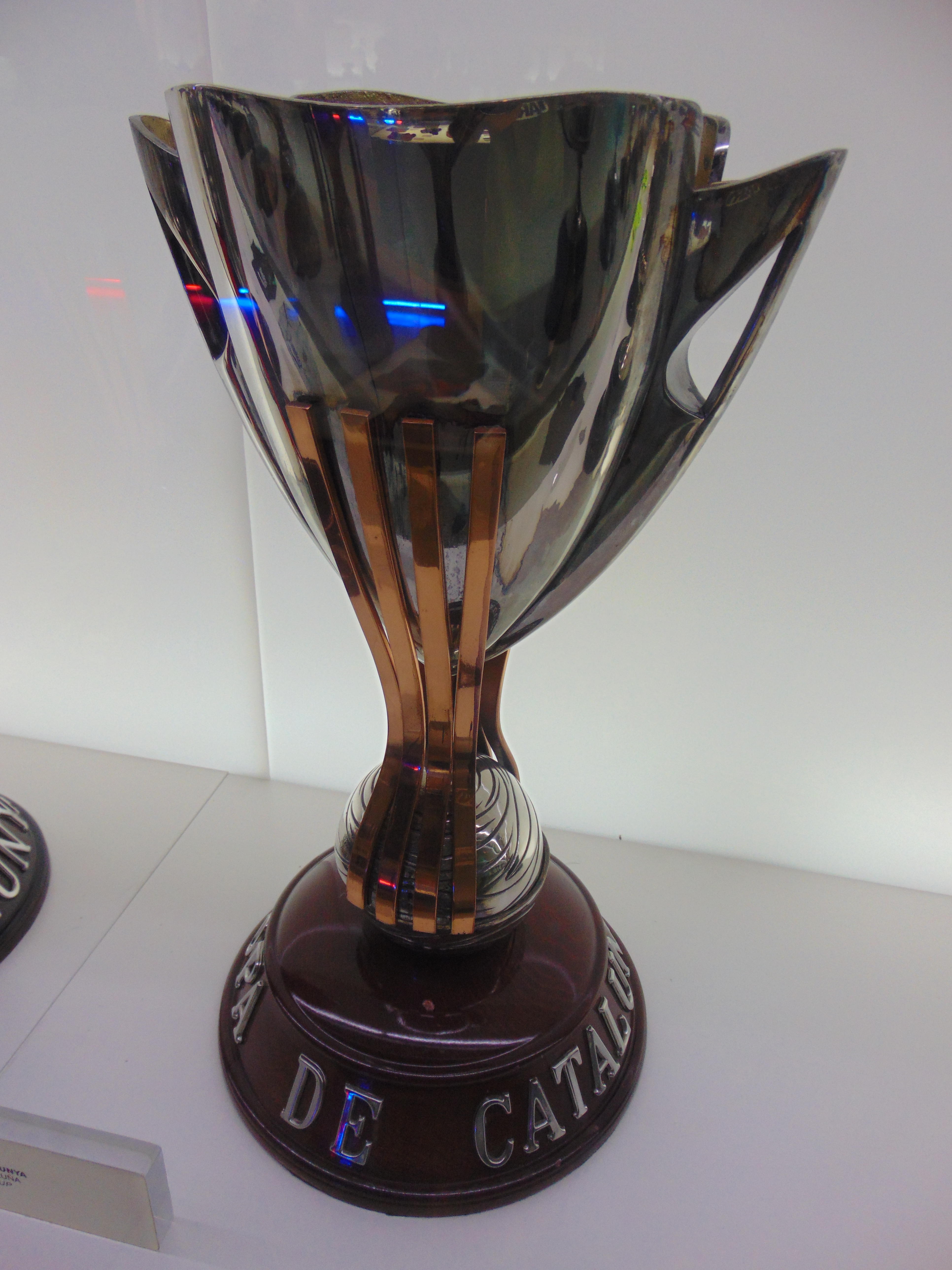
Trophée de la Coupe de Catalogne au musée du FC Barcelone (football)

La Coupe de Catalogne (en catalan Copa Catalunya) est une compétition officielle de football organisée par la Fédération catalane de football depuis 1993.

## Origine
La Coupe de Catalogne fut créé en 1993 en lieu et place de la Coupe de la Generalitat.
Elle oppose chaque année les équipes de football de Catalogne de Primera Division, Segunda Division, Segunda División B et Tercera División ainsi que les vainqueurs des championnats de Primera Catalana, Preferente Territorial et Primera Teritorial.
La compétition se dispute par match à élimination directe sur le terrain de l'équipe de plus faible division.

## Supercoupe de Catalogne
En 2012, la Fédération catalane crée la Supercoupe de Catalogne (en catalan Supercopa Catalunya) pour laquelle s'affrontent le FC Barcelone et l'Espanyol. Ces deux clubs ne jouent donc plus la Coupe de Catalogne qui est désormais réservée aux clubs de moindre stature.
La première édition qui devait avoir lieu le 31 juillet 2012 est annulée.
Finalement, l'Espanyol et le FC Barcelone sont réintégrés dans la Coupe de Catalogne pour la saison 2012-2013. Ils se rencontrent en finale (1-1), où le Barça gagne aux tirs-au-but. En 2014, le Barça affronte à nouveau l'Espanyol Barcelone et l'emporte aux tirs au but 4-2 après un score de parité de 1-1 durant le temps réglementaire.

## Historique
- 1993/1994 : FC Andorra
- 1994/1995 : Espanyol de Barcelone
- 1995/1996 : Espanyol de Barcelone
- 1996/1997 : CE Europa
- 1997/1998 : CE Europa
- 1998/1999 : Espanyol de Barcelone
- 1999/2000 : FC Barcelone
- 2000/2001 : CF Balaguer
- 2001/2002 : Terrassa FC
- 2002/2003 : Terrassa FC
- 2003/2004 : FC Barcelone
- 2004/2005 : FC Barcelone
- 2005/2006 : Espanyol de Barcelone
- 2006/2007 : FC Barcelone
- 2007/2008 : Gimnàstic de Tarragone
- 2008/2009 : UE Sant Andreu
- 2009/2010 : Espanyol de Barcelone
- 2010/2011 : Espanyol de Barcelone
- 2011/2012 : Gimnàstic de Tarragone
- 2012/2013 : FC Barcelone
- 2013/2014 : FC Barcelone
- 2014/2015 : CE Europa
- 2015/2016 : CE Sabadell FC
- 2016/2017 : Gimnàstic de Tarragone
- 2017/2018 : UE Cornellà
- 2018/2019 : UE Sant Andreu
- 2019/2020 : CE L'Hospitalet
- 2022/2023 : FC Andorra
- 2023/2024 : FC Andorra

## Palmarès
- 8 titres : FC Barcelone ;
- 7 titres : Espanyol de Barcelone ;
- 3 titres : FC Andorra ;
- 2 titres : CE Europa, Terrassa FC, UE Sant Andreu ;
- 1 titre : CF Balaguer, Gimnàstic de Tarragone, Palamos CF, UE Cornellà, CE L'Hospitalet ;